# Gunung Liwat (Pengandonan)
Gunung Liwat is een bestuurslaag in het regentschap Ogan Komering Ulu van de provincie Zuid-Sumatra, Indonesië. Gunung Liwat telt 1720 inwoners (volkstelling 2010).